# Rietkruisspin
De rietkruisspin (Larinioides cornutus) is een spinnensoort uit de familie van de wielwebspinnen (Araneidae). De wetenschappelijke naam van de soort werd, als Araneus cornutus, in 1758 gepubliceerd door Carl Alexander Clerck.
De spin komt voor in een groot deel van het Palearctisch gebied.
De vrouwtjes bereiken een lengte van 13 millimeter, de mannetjes worden niet groter dan 8 mm.
Deze spin wordt gevonden in vochtige gebieden, met name bij water. Het web wordt gespannen tussen het gras of in lage struiken. De spin verbergt zich overdag en 's nachts bevindt ze zich in haar web.